# Московски међународни филмски фестивал
Московски међународни филмски фестивал (рус. Моско́вский междунаро́дный кинофестива́ль; скраћено МИФФ) је филмски фестивал који је први пут одржан у Москви 1935. године и постао је редован од 1959. Од свог оснивања до 1959. одржавао се сваке друге године у јулу, наизменично са фестивалом у Карловим Варима . Фестивал се одржава сваке године од 1999. године. Као реакција на руску инвазију на Украјину 2022. године, ФИАПФ (Fédération Internationale des Associations de Producteurs de Films, у преводу Међународна федерација удружења филмских произвођача) паузирала је акредитацију фестивала до даљњег.
Главна награда фестивала је статуа Светог Ђорђа који убија аждају, као што је представљено на грбу Москве. Никита Михалков је председник фестивала од 2000. године. Током година, награда Станиславски — „Верујем. Константин Станиславски“ за глумачка достигнућа добили су Џек Николсон, Жана Моро, Мерил Стрип, Харви Кајтел, Фани Ардан, Данијел Олбрихски, Жерар Депардје, Олег Јанковски, Изабел Ипер, Еманијел Беар и Хелен Мирен. Ова награда је 2012. године додељена француској глумици Катрин Денев. Међу члановима жирија били су истакнути филмски ствараоци из различитих земаља: познати француски редитељ и глумац Жан Марк Бар, бугарски редитељ Јавор Гардев, продуцент из Италије; Сергеј Лобан из Русије. Жиријем "Перспективе" председавала је редитељка Марина Разбежкина (Русија). Програмски директор Фестивала је Кирил Разлогов.

## Историја
Године 1997. најављено је да ће се фестивал одржавати једном годишње уместо два пута годишње. Због финансијских проблема, фестивал није одржан 1998. године. 
Од 1999. до 2019. године, Никита Михалков је постао председник Фестивала. Од 2015. године фестивал је почео да се одржава сваке године. Од 2006. године у оквиру Фестивала појављује се документарни програм „Слободна мисао“. 2011. године објављено је да је настављен конкурс документарних филмова у МИФФ-у.
Као реакција на руску инвазију на Украјину 2022. године, ФИАПФ (Међународна федерација удружења филмских продуцената) паузирала је акредитацију Московског међународног филмског фестивала и Међународног филмског фестивала Порука човеку (одржаног у Санкт Петербургу) до даљњег.

## Победници

### Велика награда (1959–1967)
- 1959 – Човјекова судбина (СССР, р. Сергеј Бондарчук)[11]
- 1961 – Голо острво (Јапан, р. Кането Схиндо ) и Ведро небо (СССР, р. Григориј Чухрај)
- 1963 – 8½ (Италија-Француска, р. Федерико Фелини)
- 1965 – Рат и мир (СССР, р. Сергеј Бондарчук) и Двадесет сати (Мађарска, р. Золтан Фабри)
- 1967 – Новинар (СССР, р. Сергеј Герасимов ) и Отац (Мађарска, р. Иштван Сабо)

### Златна награда (1969–1987)
- 1969 – Лусија (Куба, р. Хумберто Солас)
- 1971 – Confessions of a Police Captain (Италија, р. Damiano Damiani)
- 1973 – Та слатка реч: слобода! (СССР, р. Витаутас Жалакевичиус)
- 1975 – The Promised Land (Пољска, р. Анджеј Вајда)
- 1977 – Пети печат (Мађарска, р. Золтан Фабри)

- 1979 – Христ се зауставио у Еболију (Италија-Француска, р. Франческо Роси)
- 1981 – O Homem que Virou Suco (Бразил, р. Жоао Батиста де Андраде)
- 1983 – Амок (Мароко-Гвинеја-Сенегал, р. Сухеил Бен-Барка)
- 1985 – Иди и гледај (СССР, р. Елем Климов)
- 1987 – Интервиста (Италија, р. Федерико Фелини)

### Златни Свети Ђорђе (1989–2003)
- 1989 – The Icicle Thief (Италија, р. Маурицио Ничети)
- 1991 – Spotted Dog Running at the Edge of the Sea (СССР-Немачка, р. Карен Геворкјан)
- 1993 – Me Ivan, You Abraham (Француска-Белорусија, р. Јоланда Зауберман)
- 1995 – није награђен ни један филм
- 1997 – Марвинова соба (САД, р. Џери Закс)
- 1999 – Воља за животом (Јапан, р. Кането Схиндо)
- 2000 – Life as a Fatal Sexually Transmitted Disease (Пољска-Француска, р. Кшиштоф Зануси)
- 2001 – The Believer (САД, р. Хенри Бин)
- 2002 – Resurrection (Италија-Француска, р. Паоло и Виторио Тавијани)
- 2003 – The End of a Mystery (Италија/Шпанија, р. Мигел Ермосо )

### Златни Ђорђе (од 2004.)
- 2004 – Our Own (р. Дмитриј Месхијев, Русија)
- 2005 – Dreaming of Space (р. Алексеј Учител, Русија)
- 2006 – About Sara (р. Отхман Карим, Шведска)
- 2007 – Travelling with Pets (р. Вера Сторозхева, Русија)
- 2008 – As Simple as That (реж. Реза Миркарими, Иран)
- 2009 – Pete on the Way to Heaven (р. Nikolaj Dostal' [], Русија)
- 2010 – Hermano (р. Марсел Раскин, Венецуела)
- 2011 – Las olas (р. Alberto Morais [], Шпанија)
- 2012 – Junkhearts (р. Тинге Кришан, Уједињено Краљевство)
- 2013 – Честица (р. Erdem Tepegöz [], Турска)
- 2014 – Мој човек (р. Казујоши Кумакири, Јапан)
- 2015 – Губитници (р. Ivaylo Hristov [], Бугарска)
- 2016 – Ћерка (р. Реза Миркарими, Иран)
- 2017 – Yuan Shang (р. Liang Qiao [], Кина)
- 2018 – The Lord Eagle (р. Едуард Новиков, Русија)
- 2019 – The Secret of a Leader (р. Фархат Шарипов, Казахстан)
- 2020 – A Siege Diary (р. Andreï Zaïtsev [], Русија)